# وزارة الخارجية (الصومال)
وزارة الشؤون الخارجية والتعاون الدولي (بالصومالية: Wasaaradda Arrimaha Dibedda iyo xiriirka caalamiga ah ee Jamhuuriyada Federaalka Soomaaliya)‏ هي وزارة الحكومة الصومالية التي تشرف على العلاقات الخارجية للصومال. الوزير الحالي هو أحمد معلم فقي.
الوكالة مسؤولة عن صياغة السياسات والقرارات الخارجية ووثائق الشؤون الخارجية والبيانات المتعلقة بنظام إف آر آس. كما تتفاوض وتوقع المعاهدات والاتفاقيات الخارجية الثنائية والمتعددة الأطراف. كما ترسل الوكالة ممثلين عن الشؤون الخارجية إلى دول أخرى.
وهي تمثل مصالح الصومال في مؤتمرات الأمم المتحدة والاجتماعات الحكومية الدولية وأنشطة المنظمات الدولية. تقدم وزارة الخارجية المشورة للحكومة المركزية في صياغة الاستراتيجيات والمبادئ التوجيهية والسياسات الدبلوماسية.

## منظمة
- الوزير
- نائب الوزير
- السكرتير الدائم
- قسم تخطيط السياسات
- إدارة الشؤون الإفريقية
- إدارة شؤون آسيا والمحيط الهادئ
- دائرة شؤون الشرق الأوسط وشمال إفريقيا
- قسم الشؤون الأوروبية
- إدارة شؤون الأمريكتين
- قسم المنظمات والمؤتمرات الدولية
- دائرة الشؤون القانونية
- قسم القانون والمعاهدات الدولية
- قسم المراسم
- دائرة الشؤون القنصلية
- قسم العلاقات الدبلوماسية
- الدائرة الإدارية والتخطيط
- قسم شؤون الموظفين
- قسم المعهد الدبلوماسي
- قسم التخطيط والتنسيق
- قسم الاتصال
- إدارة الشؤون البحرية والمحيطات
- قسم المناخ والبيئة
- قسم الطيران والحدود والمعهد
- دائرة الاقتصاد والتجارة
- قسم ترويج الاستثمار
- دائرة شؤون الأمن الخارجي
- دائرة المالية
- قسم إدارة الأصول
- مكتب المحفوظات
- قسم الشتات

## قائمة الوزراء
هذه قائمة بوزراء خارجية الصومال:
- 1964-1960: عبد الله عيسى محمود
- 1967-1964: احمد يوسف دوالي
- 1969-1967: محمد حاج إبراهيم عقال
- 1969: فارح علي عمر
- 1976-1969: عمر عرتي غالب
- 1976-1976: محمد سياد بري
- 1987-1977: عبد الرحمن جامع بري
- 1988-1987: محمد علي حمود
- 1989-1988: محمد سياد بري
- 1990-1989: عبد الرحمن جامع بري
- 1990: علي أحمد جامع
- 1990: احمد محمد آدم

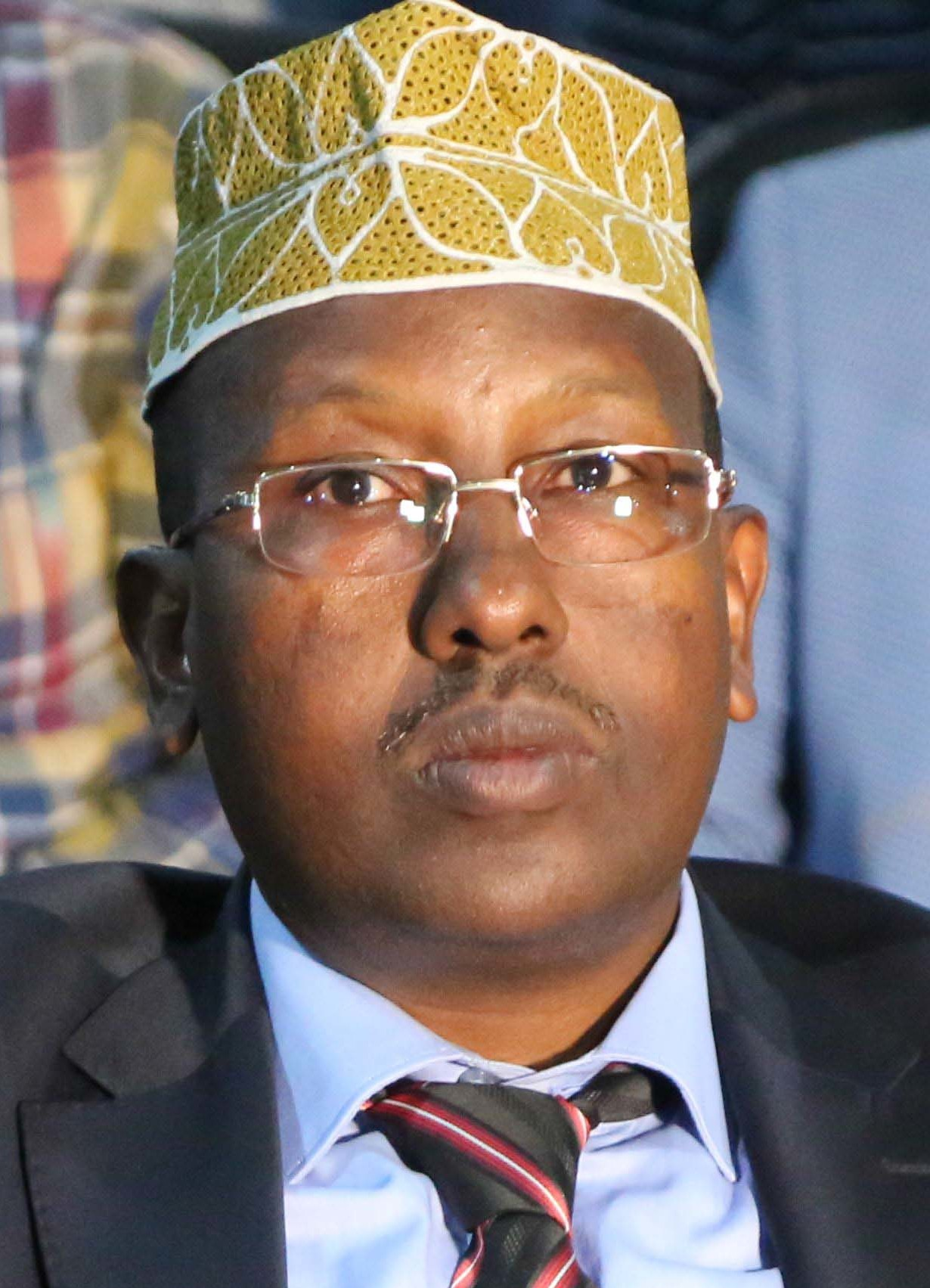
صورة لوزير الخارجية الحالي أحمد معلم فقي

- 1991-1990: جراد عبد الغني جراد جامع
- 1992-1991: محمد علي حمود
- 2002-2000: إسماعيل محمود حُر
- 2004-2002: يوسف حسن إبراهيم
- 2006-2004: عبد الله شيخ اسماعيل
- 2007-2006: إسماعيل محمود حُر
- 2007: حسين العبه فهيه
- 2008-2007: محمد علي حمود
- 2009-2008: علي أحمد جامع جنجالي
- 2009: محمد عبد الله عمر
- 2010-2009: علي أحمد جامع جنجالي
- 2010: يوسف حسن إبراهيم
- 2011-2010: محمد عبد الله عمر
- 2012-2011: محمد محمود إبراهيم
- 2012: عبد الله حاج حسن محمد نور
- 2014-2012: فوزية يوسف آدم
- 2015-2014: عبد الرحمن دعالي بيلي
- 2017-2015: عبد السلام حاج عمر
- 2018-2017: يوسف جراد عمر
- 2020-2018: أحْمَد عِيْسَى عَوَضْ
- 2021-2020: محمد عبد الرزاق محمود
- 2022-2021: عبدي سعيد موسى
- 2022-2023: أبشر عمر هروسي
- 2024- حالي: أحمد معلم فقي

## روابط خارجية
- وزارة خارجية جمهورية الصومال الفيدرالية